# Barrage de Soubré
Le barrage de Soubré, inauguré le 2 novembre 2017, est un barrage hydroélectrique au fil de l'eau situé en Côte d'Ivoire, près de la ville de Soubré sur le fleuve Sassandra. Les travaux commence en 2013.

## Caractéristiques
Il a une capacité de 275 MW pour un coût de 504 millions d'euros, financé à 85 % par la Chine via la Banque d'exportation et d'importation de Chine, le restant étant financé par l'État ivoirien. Il a été inauguré en novembre 2017,. Le barrage a été construit par Sinohydro,.

## Intervenants
- Maître d’ouvrage : CI-ENERGIES (pour le compte du Gouvernement de Côte d’Ivoire)[6];
- Ingénieur Conseil : TRACTEBEL ENGINEERING[6];
- Entreprise générale : SINOHYDRO[6].

## Lancement
Le lancement du projet de ce barrage, l’un des plus grands d’Afrique de l’Ouest, situé à proximité de la ville de Soubré, a eu lieu en 2013. Avec une longueur de 4 km et doté de quatre turbines, le barrage hydroélectrique, d’un coût total de 331 milliards de FCFA a été inauguré, le 2 novembre 2017,.

## Impact du barrage
Avant Soubré, la fourniture d’électricité de la Côte d’Ivoire était assurée à hauteur de 75% par l’énergie thermique. Le quart restant était fourni par les barrages hydroélectriques. Notamment, le barrage de Buyo, de Kossou, de Taabo, d’Ayamé I et II, etc.
L’aménagement du barrage hydroélectrique de Soubré est un projet structurant sur lequel repose la stratégie de développement du potentiel hydroélectrique du pays. Les avantages socio-économiques induits du projet sont perceptibles. Cette infrastructure a facilité l’électrification des villages, la construction d’infrastructures telles que des marchés, des écoles, des centres de santé, etc. L’ouvrage a également contribué à la création de 5 000 emplois sur la période de la construction du barrage et de plusieurs centaines d’emplois permanents.
- la capacité actuelle du parc de production d’électricité d’origine hydraulique est de l’ordre de 1800 GWh. Le barrage de Soubré avec une capacité de 1170 GWh représente un accroissement de 65%, améliorant ainsi le mix-production[9];
- Le fleuve Sassandra dont le potentiel équitable est de 1100 MW (pour un productible de 5900 GWh) est équipé à seulement 15% de sa capacité (165 MW pour un productible de 850 GWh à Buyo) et le barrage de Soubré fera passer ce taux à 40% ;
- Le coût du kilowattheure produit par la centrale de Soubré est de 20 F CFA tandis que le coût du kilowattheure thermique moyen est de 55 F CFA (2010), contribuant ainsi au retour à l’équilibre financier du secteur[9];
- La construction de la ligne Soubré-Taabo-Abidjan améliorera le transit de l’électricité en Côte d’Ivoire[9].

## Dates clés
- 30 Juin 2017 : mise en service de la première des quatre turbines du barrage par Amadou Gon Coulibaly, Premier Ministre, ministre du budget et du portefeuille d'état[6] ;
- 6 Mars 2017 : mise en eau du barrage par le directeur de Côte d’Ivoire Énergies (Ci-Énergies), Traoré Amidou [6];
- 31 Octobre 2014 : visite du chantier par Daniel Kablan Duncan (ex-Premier ministre, ministre de l’économie et des finances) [6];
- 12 août 2013 : début des paiements d’indemnisation[6] ;
- 25 Février 2013 : pose de la première pierre par Alassane Ouattara, président de la République de Côte d’Ivoire[6].